# 艾伯塔 (明尼蘇達州)
艾伯塔是一個位於美國明尼蘇達州史蒂文斯縣的城市。

## 歷史
艾伯塔的郵局自1896年營運至今。艾伯塔得名自一鐵路公司老闆之妻艾伯塔·林西（Alberta Lindsey）。

## 人口
根據2020年美國人口普查的數據，艾伯塔的面積為0.68平方千米，皆為陸地。當地共有人口94人，而人口密度為每平方千米138人。